# Ospedaletti
Ospedaletti là một đô thị ở tỉnh Imperia trong vùng Liguria, tọa lạc khoảng 120 km về phía tây nam của Genova và khoảng 25 km về phía tây nam của Imperia. Tại thời điểm ngày 31 tháng 12 năm 2004, đô thị này có dân số 3.500 người và diện tích là 5,2 km².
Đô thị Ospedaletti có các frazione (đơn vị cấp dưới) Porrine.
Ospedaletti giáp các đô thị sau: Bordighera, Sanremo, Seborga, và Vallebona.